# ラーニング ツールズ インターオペラビリティ
ラーニング ツールズ インターオペラビリティ（英名：Learning Tools Interoperability, 略称 LTI ）は、IMS グローバル ラーニング コンソーシアムが開発した標準プロトコルである。学習システムがLTIに仕様に則ったメソッドを指定することで、外部システムを呼び出すことができる。現在のバージョンはv1.3で、OAuth2 、 OpenID Connect 、およびJSON WebTokenを使用して個人認証を行なうことができる。例えば、学習管理システム（LMS）は、LTIを使用して、外部のサードパーティシステムによって提供されるコンテンツとツールをWebサイトでホストすることができる。学習者が外部システムに個別にログインする必要はなく、学習者に関する情報と、LMSが外部システムと共有する学習コンテキストを使用できる。

## 歴史
- 2008年のグーグルサマーコードプロジェクトでジョルディピグイレムによりBasicLTIの開発が始まる。[2]
- 2010年6月にLTIv1.0が完成[3]。
- 2012年8月、外部ツールが成績を呼び出しシステムに戻す機能が追加されたLTI v1.1がリリース[4]。
- 2014年1月、外部ツールと呼び出し元プラットフォーム間のRESTベースの双方向通信に対応したLTI v2.0がリリースされた。同時に、v1.1とv2.0の間の足がかりとして、v2.0のサブセットがv1.2としてリリースされた[5]。
- 仕様の複雑さのため、LTI v1.2およびv2.0の採用は遅進まなかったその後、IMS グローバル ラーニング コンソーシアムはセキュリティ上の懸念を理由に、LTI v1.1からのアップグレードを推奨とせず、レガシーと宣言。
- 2019年5月、OAuth2、OpenID Connect、およびJWTに対応した、IMS SecurityFrameworkとLTIv1.3が公開。LTI v1.0、v1.0、v1.1、v1.2、およびv2.0はすべて非推奨となった[6]。

## 応用例
LTIは、PearsonやMcGraw Hillを含む、多くの大規模な教育コンテンツプロバイダーに採用されている。D2L、Brightspace、Instructure Canvas、Blackboard, BenchPrep, LAMS, Sakai, Moodle, and Open edXは、LTIをサポートしている。